# Sternocera ruficornis
Sternocera ruficornis — вид златок из рода Sternocera.

## Описание
Голова направлена вниз. Щиток незаметный. Половой диморфизм слабо выражен. Усики короткие, уплощенные, пиловидные. Сложные глаза сильно развиты, занимают значительную часть головы, у пустынных форм из разных групп обычно глаза расставленные и занимают более боковое положение, что является приспособлением к излишку света. Крылья сильные, не складывающиеся поперечно. Характерно быстрые, порывистые движения и легкий, стремительный полёт.
Стерноцера руфикорнис может достигать в длину 30—50 миллиметров. Надкрылья и переднеспинка имеют ярко зелёный с металлическим переливом радужного цвета. Очень похожа на sternocera aequisignata. Основное различие состоит в том, что ноги стерноцеры руфикорнис красные, а ноги sternocera aequisignata зелёные.
Её ярко металлическо-зелёные надкрылья часто используются в ювелирной отрасли.
Последние сегменты брюшка самца образуют копулятивный аппарат, в покое втянутый внутрь тела. У самки последние сегменты брюшка образуют выдвижной мягкий яйцеклад.
Поверхность тела бывает от гладкой зеркальной до густо пунктированной; точки, несущие обычно волосок, часто образуют морщинистые структуры.

## Ареал
Этот вид встречается в южной части Азии. В Таиланде он распространён на северо-востоке страны, где встречается бамбук рода Arundinaria.

## Развитие и размножение
Самка откладывает яйца поодиночке в почву у корней растений. Каждая самка способна отложить 5—12 яиц, на вылупление которых требуется 2 месяца. Вылупившаяся личинка имеет пять возрастных стадий. Стадии 1—4 остаются в почве в течение 3—4 месяцев, где питаются корнями растений. В пятой стадии они находятся на поверхности, пока снова не вернутся под землю для окукливания. Взрослые жуки имеют короткую продолжительность жизни, составляющую 1—3 недели, хотя полный жизненный цикл занимает до двух лет.
Личинки беловатые, безногие, плоские, с длинным и тонким брюшком и расширенной переднегрудью, в которую втянута небольшая голова. Тело личинок прямое, голова хорошо развита. Переднегрудь склеротизирована сверху и снизу. Тело в сечении уплощенное.
Личинки развиваются на корнях растений, имаго питаются листьями древесных растений. Предполагается, что род появился около 65 млн лет назад.

## Отношение людей к членистоногому
Стерноцера руфикорнис употребляется людьми в качестве пищи в северном Таиланде, Лаосе и Китае.
Из элитр этих стерноцер делают ювелирные изделия: браслеты, колье, элементы для сумочек, шапочек, платьев, серёжки, украшения и другие изделия.
Также, этот вид популярен среди коллекционеров и энтомологов.